# Takaaki Kajita
Takaaki Kajita (梶田 隆章, Kajita Takaaki) (Higashimatsuyama, 9 de març de 1959) és un físic japonès especialitzat en Física de partícules, conegut pels seus estudis i investigacions amb neutrins a l'observatori Super-Kamiokande, i premi Nobel de Física juntament amb el també físic canadenc Arthur B. McDonald, el 2015, «pel descobriment de les oscil·lacions dels neutrins».
Graduat per la Universitat Saitama el 1981 i doctorat el 1986 a la Universitat de Tòquio, a partir del 1988 va treballar a l'Institut per a la Recerca de Radiació Còsmica (Institute for Cosmic Radiation Research) de la Universitat de Tòquio, on va ser nomenat professor ajudant el 1992 i professor el 1999. Va esdevenir director del Centre de Neutrins Còsmics (Center for Cosmic Neutrinos) de l'Institut per a la Recerca de Rajos Còsmics (Institut for Cosmic Ray Research, ICRR) el 1999 i el 2015 treballava a l'Institut Kavli de física i matemàtiques de l'univers (Kavli Institute for Physics and Mathematics of the Universe) a Tòquio, a més de ser director de l'ICRR.
El 1998, amb l'equip del detector de neutrins Super-Kamiokande, successor del Kamiokande, va descobrir un dèficit de neutrins muònics entre els neutrins atmosfèrics; quan els raigs còsmics xoquen amb l'atmosfera de la Terra, els neutrins resultants canvien el seu sabor abans d'arribar al detector de l'observatori del Super-Kamiokande. A aquest fenomen el va anomenar «anomalia del neutrí atmosfèric» i va ajudar a demostrar l'existència de l'oscil·lació de neutrins i que aquestes partícules subatòmiques —els neutrins— tenen massa.
Ha escrit obres científiques dins l'àmbit de la física de partícules, en anglès i japonès, com Frontiers of cosmic ray science: vol. 8 (2005), ニュートリノ振動研究の飛躍的発展 (2006) o Far detector in Korea for the J-PARC neutrino beam (2008), i ha estat guardonat, entre d'altres, amb el Premi Julius Wess el 2013, el Premi Nishina Memorial Prize el 1999 o el Premi Panofsky Prize in Experimental Particle Physics (Premi Panofsky Prize) el 2002.